# Sävsjön (Fritsla socken, Västergötland)
Sävsjön är en sjö i Borås kommun och Marks kommun i Västergötland och ingår i Viskans huvudavrinningsområde. Sjön har en area på 0,479 kvadratkilometer och ligger 86,3 meter över havet.